# Nagini
Nagini je imaginarna zmija iz serije romana o Harryju Potteru britanske spisateljice J. K. Rowling. Ona je divovska, 3,5 metara duga zmija odana Lordu Voldemortu, koji parselskim jezikom razgovara s njom i kontrolira ju.
Nagini je zla suprotnost feniksa Albusa Dumbledorea, Fawkesa. Izgleda da je Voldemort često posjedao Nagini. Nagini je žensko ime za za kobru na Hindiju i drugim indijskim jezicima. Na Hindiju se riječ Nagini izgovara /nαːginiː/.
U četvrtoj knjizi, Harry Potter i Plameni pehar, Peter Pettigrew muze Nagini, a mlijeko uzima Voldemort, te ga miješa s krvlju jednoroga što ga održava u životu. Nakon povratka Lorda Voldemorta u vlastito tijelo, a samim tim i na vlast, Nagini mu ostaje služiti.
Nagini se prvi put pojavljuje u prvom poglavlju Plamenog pehara. U tom poglavlju Voldemort, Nagini i Crvorep žive u napuštenoj kući Toma Riddlea u Little Hangletonu. Kada je Frank Bryce, čuvar kuće, čuo kako Crvorep i Voldemort planiraju Harryjevo ubojstvo i planirao zvati policiju, Nagini ga je uhvatila i na parselskom jeziku rekla Voldemortu za bezjaka pred vratima. Nakon toga je Voldemort ubio Brycea.
U Redu feniksa, Harry je bio svjedok Nagininog napada na Arthura Weasleyja u svom snu. Tu scenu je gledao kroz Naginine oči, jer je Harry ušao u Voldemortov um, a Voldemort ili dio Voldemortove duše je bio u Nagini (odatle sumnja da je Nagini Voldemortov horkruks), ali je Harry mislio da je on bio zmija.
U Princu miješane krvi, Albus Dumbledore pretpostavlja da je Nagini Voldemortov šesti horkruks zbog kojeg je Voldemort dostigao besmrtnost.
Nije poznata Naginina vrsta, ali se pretpostavlja da je otrovna jer je bilo iznimno teško izliječiti ranu Arthura Weasleyja poslije Nagininog ugriza. Također je Voldemort za svoj napitak koristio njeno mlijeko odnosno njen otrov. Na osnovu njenog opisa se zaključuje da je kobra, a po veličini bi mogla biti Kralj kobri. Njene magične sposobnosti navode na sumnju da je začarana ili da je magična vrsta zmije. U filmu Harry Potter i Plameni pehar Nagini je prikazana kao piton.

## Ostalo
- Lord Voldemort
- Horkruks